# Zelandobius foxi
Zelandobius foxi är en bäcksländeart som beskrevs av Mclellan 1993. Zelandobius foxi ingår i släktet Zelandobius och familjen Gripopterygidae. Inga underarter finns listade i Catalogue of Life.